# Transportul public din Buzău
Transportul din orașul Buzău este asigurat de următoarele mijloace de transport (publice/private) deținute de principalii operatori din oraș.
- 1. Pod Vadu Pasii - Patinoar
- 2. Gara CFR Buzău - Str. Bisericii Sf.Dimitrie
- 3. XXL - Pinului
- 4. Gara CFR Buzău - Comat
- 5. Micro 14 - Pod Vadu Pasii
- 6. Gara CFR Buzău - Comat
- 7. Gara CFR Buzău - Micro 14
- 8. Gara CFR Buzău - Micro 14
- 9. Gara C.F.R – Spitalul C.F.R – Depou C.F.R – Apcarom – Aromet – Apcarom 2 – Cibela – Agrana – Liceul 7 – Gerom – Alison – Dragaica – Bariera Ploiesti – Tohaneni – Gara C.F.R
- 10.Horticolei - Aromet